# Kamtsjatkaboszanger
De kamtsjatkaboszanger (Phylloscopus examinandus) is een zangvogel uit de familie Phylloscopidae. 

## Verspreiding en leefgebied
Deze soort komt voor in Kamtsjatka, Sachalin, Hokkaido en de Koerilen.